# Gerbillus cheesmani
Gerbillus cheesmani és una espècie de mamífer rosegador de la família dels múrids. Viu a altituds d'entre 0 i 450 msnm als Emirats Àrabs Units, el Iemen, l'Iran, l'Iraq, Jordània, Kuwait, Oman i Síria. Es tracta d'un animal nocturn i solitari. El seu hàbitat natural són els deserts. És una espècie en risc mínim, és a dir, no sembla que hi hagi cap amenaça significativa per a la seva supervivència.
L'espècie fou anomenada en honor del militar, explorador i ornitòleg britànic Robert Ernest Cheesman.